# Powarowo (Moskau)
Powarowo (russisch По́варово) ist eine Siedlung städtischen Typs in der Oblast Moskau (Russland) mit 7985 Einwohnern (Stand 14. Oktober 2010).

## Geographie
Der Ort liegt etwa 30 km nordwestlich des Stadtrands der russischen Hauptstadt Moskau. Er gehört zum Rajon Solnetschnogorski und befindet sich knapp 15 km südwestlich von dessen Verwaltungszentrum Solnetschnogorsk. Powarowo ist Sitz der gleichnamigen Stadtgemeinde (gorodskoje posselenije), zu der noch neun weitere, nahegelegene kleine Dörfer und Siedlungen gehören.

## Geschichte
Das seit 1472 bekannte Dorf Powarowo gehörte im 17. Jahrhundert der Bojarenfamilie Saltykow, später den Familien Morosow, Naryschkin und anderen. Bis ins 20. Jahrhundert blieb es unbedeutend.
In den 1930er-Jahren entstand ein Forstwirtschaftsbetrieb, nach dem Zweiten Weltkrieg verschiedene Industriebetriebe, darunter ein Werk für Tiefbohrtechnik und ein geophysikalischer Erdölerkundungsbetrieb. Erste mehrgeschossige Wohngebäude wurden errichtet, und 1960 erhielt der Ort den Status einer Siedlung städtischen Typs.

### Bevölkerungsentwicklung
| Jahr | Einwohner |
| ---- | --------- |
| 1979 | 8715      |
| 1989 | 9066      |
| 2002 | 7602      |
| 2010 | 7985      |

Anmerkung: Volkszählungsdaten

## Wirtschaft und Infrastruktur
In Powarowo gibt es eine Maschinenfabrik, den geologischen Erkundungsbetrieb Spezgeofisika, einen Forstwirtschaftsbetrieb und Unternehmen der Bauwirtschaft, in der Umgebung eine größere Anzahl von Gärtnereien.
Im Ort befindet sich die Station Powarowo-1 an der Bahnstrecke Sankt Petersburg–Moskau (Streckenkilometer 598). Diese wird unmittelbar südlich vom Großen Moskauer Eisenbahnring mit den Stationen Powarowo-2 (östlich des Ortes) und Powarowo-3 (südlich) gekreuzt. Die Bedeutung als Eisenbahnknoten spiegelt sich auch im Wappen der Siedlung wider, in dem der Verlauf der Bahnstrecken stilisiert dargestellt ist.
Nordöstlich der Siedlung verläuft die Fernstraße M10, die ebenfalls Moskau und Sankt Petersburg verbindet. Einige Kilometer südlich von Powarowo wird die M10 vom Moskauer Kleinen Ring A107 gekreuzt.
Es wird vermutet, dass sich bis etwa 2010 der eventuell militärischen Zwecken dienende Kurzwellensender UVB-76 in dem Waldgebiet nordöstlich von Powarowo befand.